# Lobkowicz család

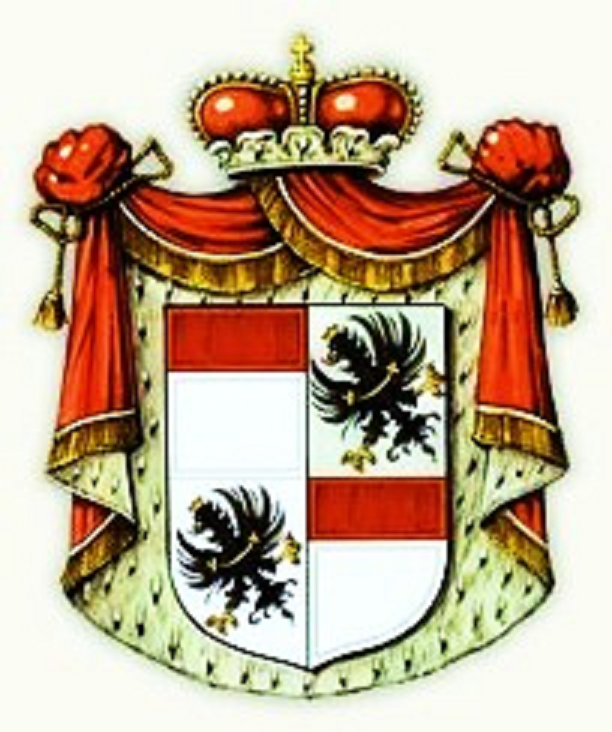
A Lobkowitz család címere

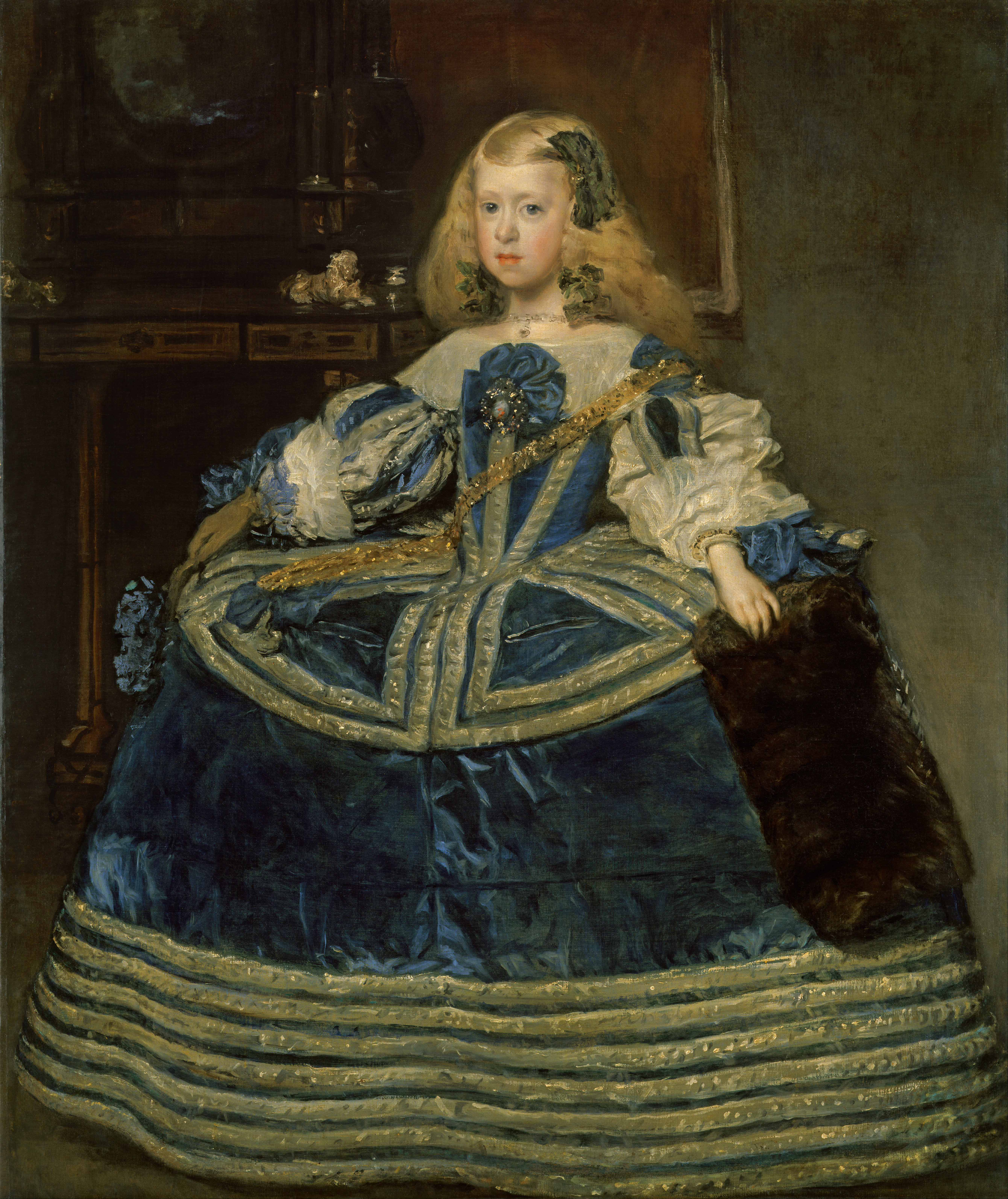
Diego Velázquez: Margit Terézia infánsnő kék ruhában

A Lobkowicz család régi cseh nemes család, amelynek eredeti neve Ujezd volt.

## Története
A család eredete a 14. századig követhető vissza, de igazán fontos tisztségeket csak a 16. századtól töltöttek be. Jelenleg is használt családnevüket 1410-ban vették fel hasonló nevű váruk (Lobkovice) után. 1459-ben a családból német bárói rangot kapott Popel Miklós és János, tőlük származik a család két fő ága. Az egyre inkább elnémetesedett család tagjai szorgosan szolgálták a katolikus ügyet — olyannyira, hogy az 1618-as prágai defenesztráció áldozatai az ő.    prágai palotájukban találtak menedéket. A fehérhegyi csata után Zdeněk Vojtěch Popel von Lobkowitzot a császári kormányzat egyik legfontosabb tagjaként tartották számon. Érdemei elismeréseképpen az Aranygyapjas rend lovagjává ütötték, és 1624-ben megkapta az örökletes birodalmi hercegi címet. Felesége, Polyxena Pernštejn jelentős hozományt vitt a házasságba, amivel sikerült megalapozni a családi vagyont. Ettől fogva a Lobkowiczok majdnem minden generációja adott egy-egy jelentős katonát vagy államférfit — továbbá püspököket és diplomatákat.
Wenzel Eusebius Lobkowicz, a  második herceg főleg katonaként tüntette ki magát, és 1652-ben ő lett az Udvari Haditanács elnöke. Szoros kapcsolatban állt I. Lipót császárral. Ez lehet az egyik oka annak, hogy (ismeretlen körülmények között) a család magángyűjteményébe került Diego Velázquez Margit Terézia infánsnőt (Las Meninas), Lipót első feleségét gyermekkorában, kék ruhában ábrázoló képe. A több változatban megfestett portréval a spanyol udvar valószínűleg a jövendőbeli férjnek kívánta bemutatni a menyasszonyt.
Georg Christian Lobkowicz, a harmadik herceg is katonaként tüntette ki magát; a tábornagy (Feldmarschall) rendfokozatig jutott. Ismert zenekedvelő volt, 1735–1737 között ő foglalkoztatta Christoph Willibald Gluckot.
A 6. herceg, Ferdinand Philip Lobkowicz 1745 januárjától három évet töltött Londonban, mivel birtokainak egy részét az osztrák örökösödési háborúban elfoglalták a poroszok. Eközben viszonyba keveredett Richmond második hercegének, Canaletto londoni mecénásának a lányával. A családi gyűjteményt Canaletto-képekkel (és angol festők alkotásaival) gazdagította. Lovakat vásárolt, és megfelelő feleséget is talált magának, a francia forradalom alatt meglincselt Lamballe hercegné testvérét — a későbbi a szárd-piemonti király, Károly Albert nagy-nagynénjét. Hazatérve ő is szerződtette Gluckot a családi zenekar élére. Ez magyarázza, hogy a családi gyűjteményben találjuk Gluck Ezio című, 1750-ben Prágában bemutatott operájának eredeti partitúráját is.
A Lobkowicz család Hassenstein-ága 1789-ben kihalt.
A család Popel-ága ismét két ágra oszlott: a Biblinire (kihalt 1722-ben) és a Chlumetzire, melynek II. Miksa német-római császár birodalmi hercegi címet adományozott; 1715-ben azonban ez a család is idősebb és ifjabb oldalágra szakadt, de 1807-től mindkettő a Raudnitzi herceg (Herzog) és Lobkowicz herceg (Fürst) címet viseli. Mindkét család katolikus.
A család idősebb ágának feje az 1900-as évek elején Moritz Lobkowicz herceg volt, aki 1831. június 2-án született és a Cseh Királyság főkincstárnoka, aranygyapjas lovag, – az osztrák Birodalmi Tanács (Reichsrat) felsőházának – az Urak Házának (Herrenhaus) örökös tagja, míg a család ifjabb ágának feje Georg Lobkowicz lett.

## A család további nevezetesebb tagjai
- Bohuslaus Lobkowicz von Hassenstein csehül: Bohuslav Hasištejnský z Lobkovic (1462–1510, hassensteini ág) korának legtanultabb férfiúja volt, aki sokat tett a cseh irodalom és művészet fölvirágoztatásáért. Iratainak egy részét Karel Alois Vinařický adta ki Prágában 1832-ban (v. ö. Cornowa, Der grosse Böhme Bohusl. L., Prága 1808).
- Zdeněk Vojtěch Popel von Lobkowitz az Aranygyapjas rend lovagja, 1624-től örökletes birodalmi herceg
- Wenzel Eusebius Lobkowitz (1609. január 30. – 1677. április 22.) herceg, I. Lipót király minisztere, Zdenko herceg és Pernsteini Polyxena fia
- August Anton Joseph von Lobkowitz állíttatta helyre az 1768-ban leégett Lobkovicz-palotát;
- Philipp Hyazinth Lobkowitz (†1734. december 21.) ismert zenekedvelő volt. Ő alkalmazta Gluck apját, majd az 1734-ben Bécsbe érkező Gluckot is;
- Johann Georg Christian von Lobkowitz (1686. augusztus 10. – Bécs, 1755. október 4.) herceg, előbbi öccse, osztrák tábornagy
- Franz Joseph Maximilian von Lobkowitz (Raudnitz an der Elbe, 1772. december 7. – Wittingau, 1816. december 15.) vezérőrnagy, mecénás. Részt vett a bécsi Gesellschaft der Musikfreunde és más zenei intézmények alapításában, támogatta Ludwig van Beethovent. Neki ajánlotta Joseph Haydn utolsó két, ún. Lobkovitz-kvartettjét (op. 77 Hob. III:81–82, 1799).[2]
- Anton Izidor Lobkowicz (Antonín Isidor Lobkowicz) (1729–1803), főkamarás;
- Marie Ludmila Lobkovicz (Marie Ludmila Lobkovicová) született Marie Ludmila Černínová z Chudenic, előbbi felesége;
- August Longin von Lobkowicz (1797. március 15. – Bécs, 1842. március 17.) Raudnitz hercege, majd 1826-ban Galícia kormányzója, később udvari kancellár, és a pénzverés és bányászat igazgatója
- Georg Christian von Lobkowitz, (Jiří Kristián z Lobkovic; 1835. május 14. – 1908. december 22.) Raudnitz hercege, osztrák politikus.
- Rudolf Ferdinand von Lobkowicz (született: Frischau (Morvaország), 1840. augusztus 16. – 1908. április 9.) herceg, osztrák tábornok és a IV. hadtest parancsnoka, Lobkowicz Lajos herceg fia